# Sachar Dmitrijewitsch Olsufjew

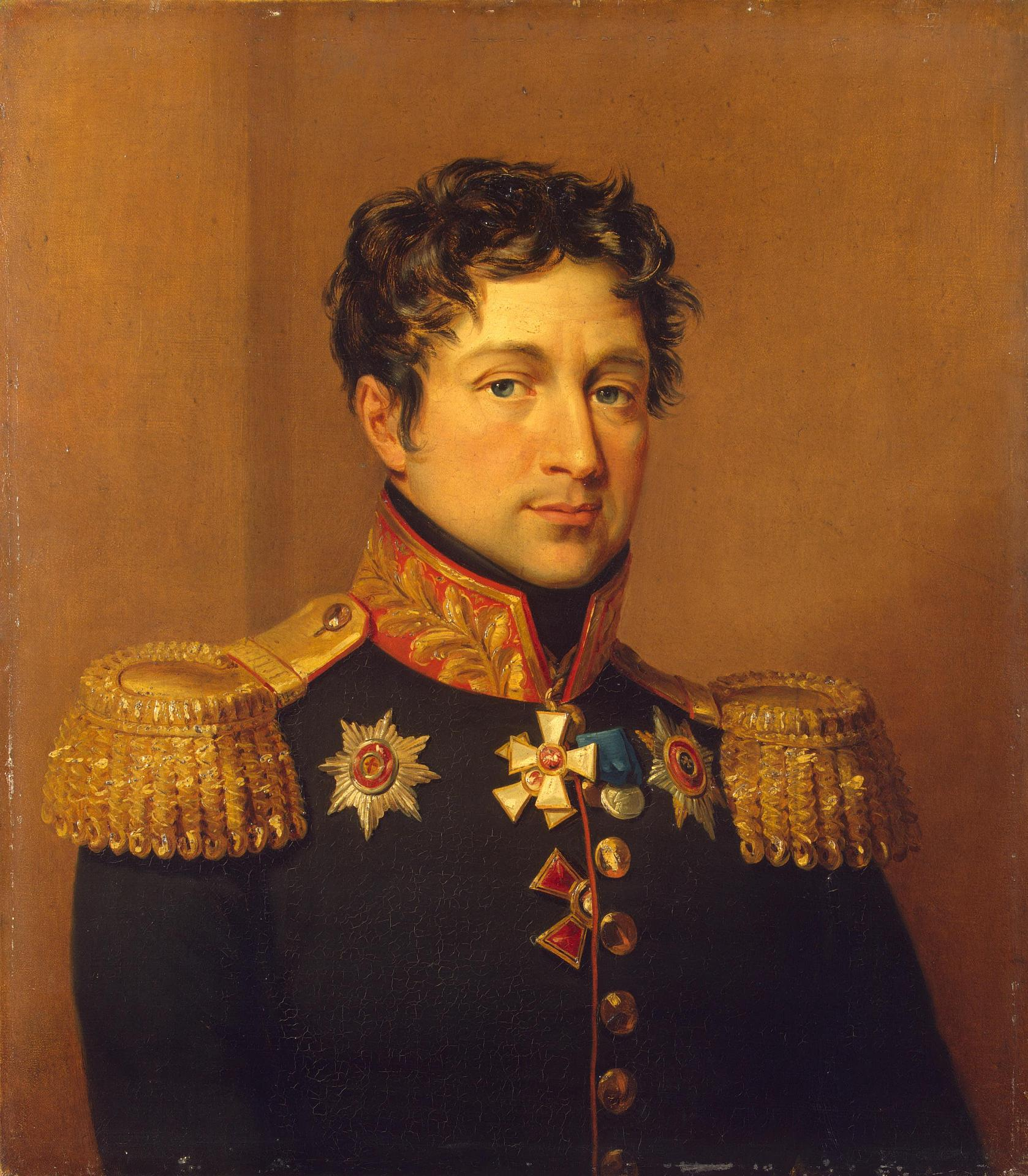
Sachar Olsufiew, Porträt aus der Werkstatt von George Dawe, Militärgalerie des Winterpalastes, Eremitage (Sankt Petersburg)

Sachar Dmitrijewitsch Olsufjew (russisch Захар Дмитриевич Олсуфьев, wissenschaftliche Transliteration Zachar Dmitrievič Olsuf'ev, * 24. Märzjul. / 4. April 1772greg. im Gouvernement Twer; † 20. Märzjul. / 1. April 1835greg. in Sankt Petersburg) war ein russischer General, der unter den Zaren Paul I. und Alexander I. diente. Im Russlandfeldzug 1812 kommandierte er die 17. Infanterie-Division im 2. Infanterie-Korps, im Feldzug der russischen Armee 1813/14 das 9. Infanterie-Korps.

## Leben und Wirken

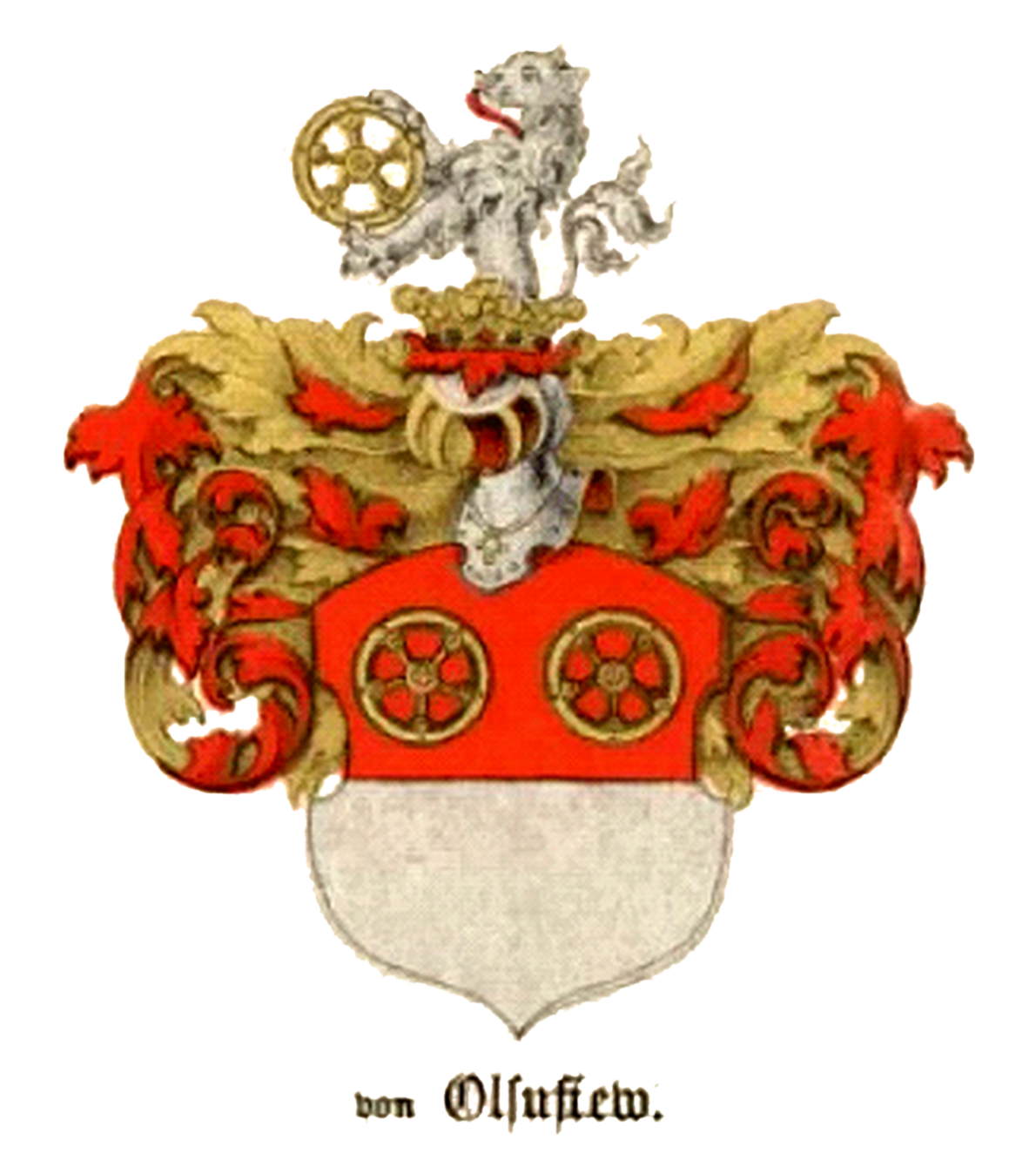
Wappen der Familie Olsufjew

Olsufjew entstammte einer Moskauer Adelsfamilie. Im Januar 1786 war er bereits Fähnrich des Ismailowski Leibgarde-Regiments der zaristischen Leibgarde und nahm drei Jahre später am Russisch-Schwedischen Krieg von 1788 bis 1790 teil. Von 1795 bis 1796 diente er in einer russischen Eskadron in England. Am 16. April 1797 wurde er zum Oberst ernannt, am 5. Juni 1798 zum Generalmajor befördert. Er erhielt nun das Kommando über ein eigenes Regiment. Später fiel er jedoch bei Zar Paul I. in Ungnade  und musste den Militärdienst im Oktober 1800 verlassen.
Erst nach der Ermordung Pauls I. am 24. März 1801 konnte er am 4. November 1801 in den Militärdienst zurückkehren. Er nahm am dritten und vierten Koalitionskrieg gegen Napoleon von 1805 bis 1807 teil und kämpfte bei Austerlitz und Preußisch Eylau. Am 11. September 1807 wurde er zum Generalleutnant befördert und erhielt bei der Moldau-Armee das Kommando über die 22. Division. Während des Russisch-Türkischen Krieges von 1806 bis 1812 wurde er zweimal verwundet, erst bei Brăila, dann schwer bei der Belagerung von Russe. Die letztere Verwundung zwang ihn zunächst, sich aus den Militärdienst zurückzuziehen.
Am 9. September 1811 kehrte er zurück und erhielt das Kommando über die 17. Infanterie-Division. Mit dieser kämpfte er 1812 im Verband des 2. Infanterie-Korps gegen die französische Invasion. Er nahm unter dem Oberbefehl von General Baggehufwudt an den Schlachten bei Smolensk und Borodino teil. Ab dem 1. November 1812 kommandierte er das zweite russische Korps. In den Feldzügen des Jahres 1813 kämpfte er bei Lützen, Bautzen, an der Katzbach, bei Leipzig und der Belagerung von Mainz. Im Winterfeldzug 1814 erhielt er das Kommando über ein eigenes Korps und kämpfte zunächst erfolgreich bei Brienne und La Rothière. Am 10. Februar 1814 wurde sein Korps bei Champaubert von französischen Truppen unter Napoleon vollständig aufgerieben. Olsufjew selbst geriet in französische Gefangenschaft. Er wurde in Paris interniert bis zur Eroberung der Stadt durch russische Truppen am 1. April 1814. Später erhielt er wieder ein eigenes Kommando.
Im Jahr 1820 wurde er in den Senat berufen, verlor jedoch im Jahr 1821 sein Sprachvermögen infolge einer Lähmung. Am 2. Juni 1831 wurde er formell aus dem Militärdienst entlassen und erhielt eine Pension. Er starb im Alter von 62 Jahren an einem Schlaganfall.

## Einzelnachweis
1. ↑  ОЛСУФЬЕВЫ (Olsufjews). In: Большая российская энциклопедия - электронная версия (Große Russische Enzyklopädie - elektronische Version). Archiviert vom Original (nicht mehr online verfügbar) am 21. Januar 2021; abgerufen am 1. Januar 2022.  Info: Der Archivlink wurde automatisch eingesetzt und noch nicht geprüft. Bitte prüfe Original- und Archivlink gemäß Anleitung und entferne dann diesen Hinweis.

| Personendaten    | Personendaten                         |
| ---------------- | ------------------------------------- |
| NAME             | Olsufjew, Sachar Dmitrijewitsch       |
| ALTERNATIVNAMEN  | Олсуфьев, Захар Дмитриевич (russisch) |
| KURZBESCHREIBUNG | russischer General                    |
| GEBURTSDATUM     | 4. April 1772                         |
| STERBEDATUM      | 1. April 1835                         |
| STERBEORT        | Sankt Petersburg                      |